# روك جزائري
الروك الجزائري  موسيقى حديثة شهدتها الجزائر منذ الستينيات القرن 20 والتي تأثرت بفرقة البيتلز و وشهدت إنشاء العديد من فرق الروك التي غنت عن  مواضيع إحتماعية وكذلك عن   التراث الجزائري. وأشهر الفرق توركيش بلاد و T34 ، وأبرانيس ، و البربر والحرية ، دزاير  وكلها ، تغنى باللهجة العربية أو الأمازيغية

## كرونولوجيا

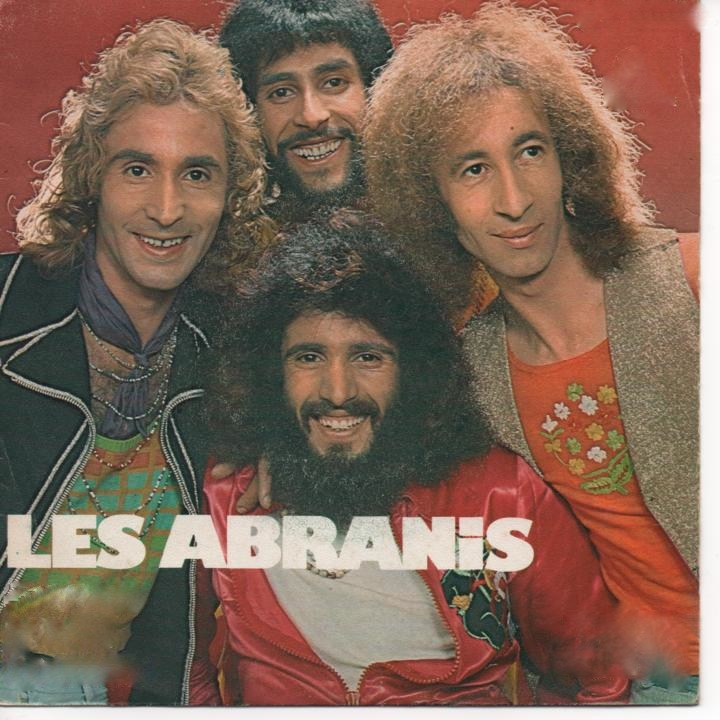
فرقة أبرانيس

### السبعينيات
تحت تأثير رولينغ ستونز و بينك فلويد أو حتى جيمي هندريكس  إضافة لموجة الهيبيز التي أثرت على البيئة الجامعية  الجزائرية ، ولدت موسيقى الروك في الجزائر في نهاية السبعينيات. وحققت مجموعة نجاحًا كبيرًا مع الشباب الناس ، مثل فرقة T34 ،وتركز لأحد  الإقامات الجامعية في الجزائر العاصمة في بن عكنون. وهناك أيضًا مجموعات وليس أقلها تميزت بمرورها مع  مثل :
- الخنجر
- تيمليليت
- آفوس
- مجموعة ميترو من ساحة أول ماي  بالجزائر العاصمة.

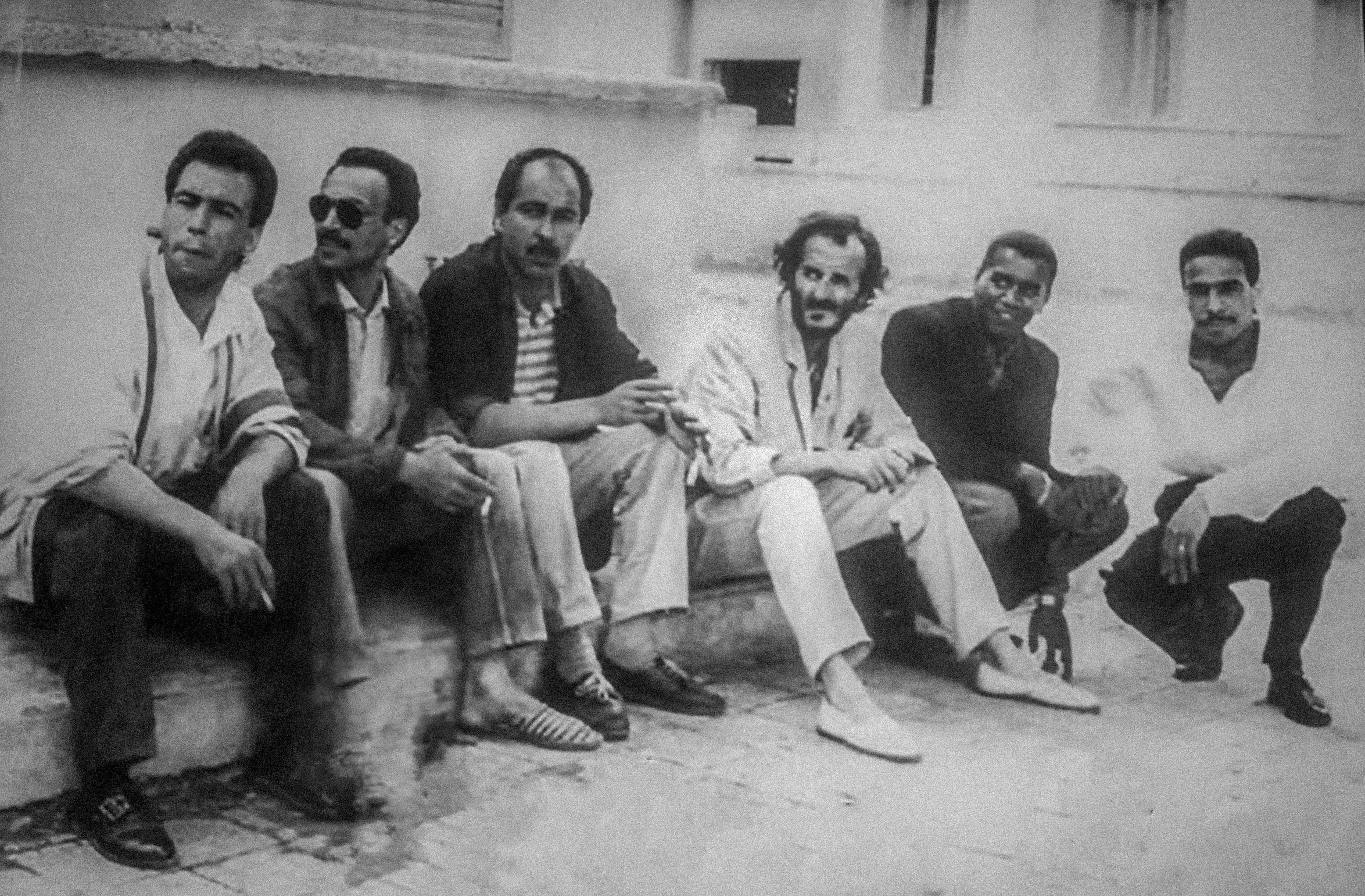
فرقة راينا راي

جلبت هذه المجموعة لمسة جديدة تمامًا مع إبداعات جديدة وأسلوب جديد لا مثيل له لهذا العصر من أواخر السبعينيات.

### الثمانينيات
في أوائل الثمانينيات ، غنى أبرانيس في منطقة القبائل وامتد نجاحهم إلى أوروبا ، وخاصة فرنسا. بدأت فرق موسيقى الروك مثل الخنجر في الظهور ، وسيصبح موسيقيون مختلفون من هذه المجموعات مشهورين في أوروبا ، ولا سيما في فرنسا عبر Orchester National de Barbès ، في ألمانيا ، ثم عالميًا ، مثل كريم زياد في أوركسترا الجاز مع الإيقاعات وأصوات كناوة  إضافة لفرقة البربر الشاوية بقيادة جمال صبري الملقب بـ : جو .
الذي غنى عن تراث الشرق الجزائري باللهجة الشاوية  مثل : أغنية يما الكاهنة أما أبرز فرقة للروك فكانت من نصيب راينا راي التي دمجت أغنية الراي  في الروك ونجحت لحد بعيد في عملها .

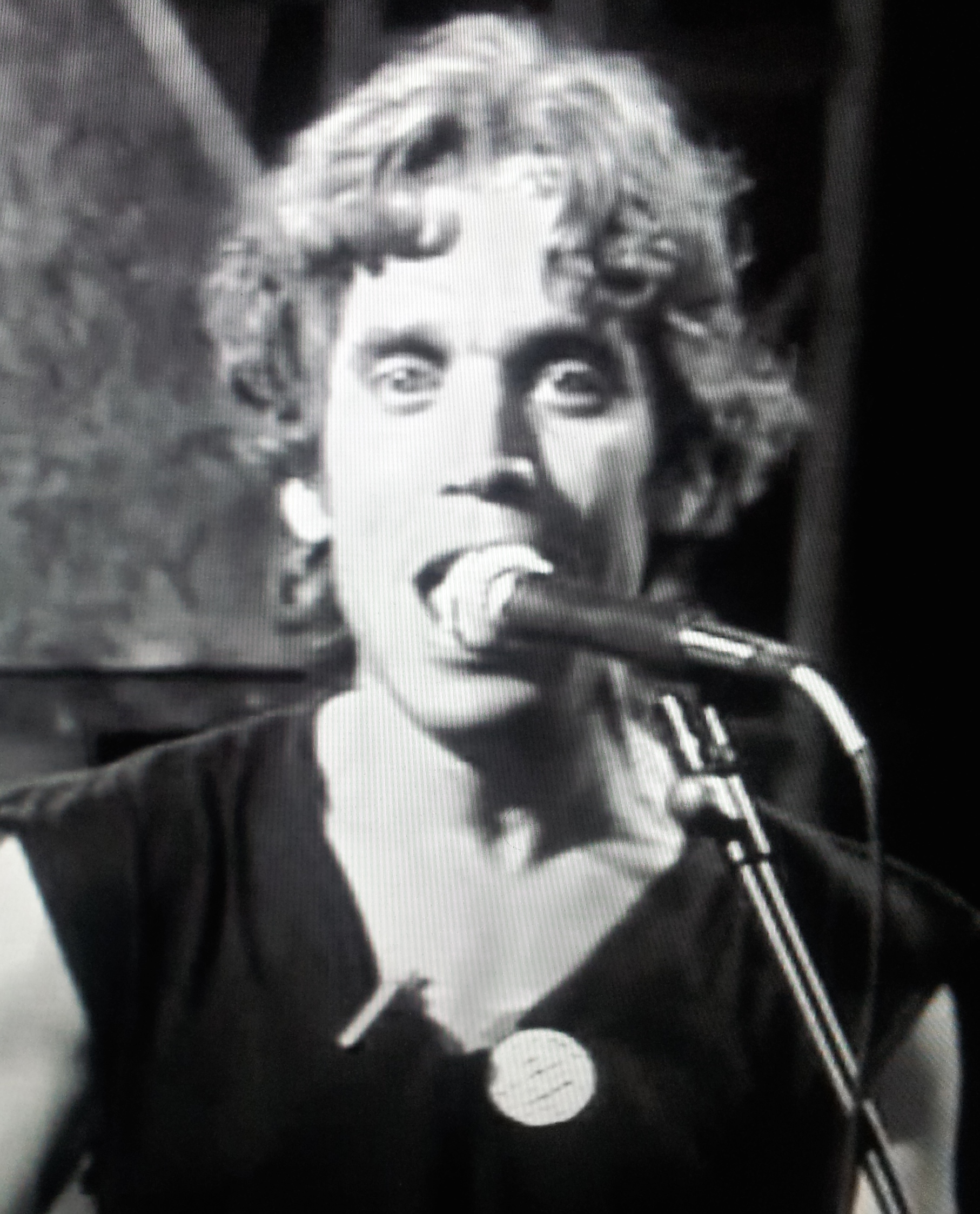
جو وفرقة البربر

### التسعينيات
في عام 1998 ، سجل الشيخ سيدي بيمول ألبومه الأول الذي ختم أسلوبه غير المصنف قوربي روك للصحفي الجزائري عزيز سماتي. لا يزال مشهد موسيقى الروك يكشف عن فنانين آخرين مثل Moh KG-2 و جيمي وحيد  الذي أضاف إلى موسيقاه ميزات البلوز والريغي.
استمرت فرق الروك الجديدة في الظهور في الجامعات الجزائرية ، وبحلول منتصف التسعينيات ،ديث ميتال  بالظهور في الجزائر ، بقيادة مجموعة إنسان نياندرتاليا.

### 2000s
في أوائل العقد الأول من القرن21، مع عودة موسيقى القناوة إلى الموضة ، ظهرت موسيقى الروك-كناوي ، وهي أسلوب جديد يمزج بين الجيتار الكهربائي وجيتار الباس والقرقابو. في عام 2004 بدأت فرق الروك  الجزائرية تجد مكانها ، وكان هناك العديد من التشكيلات الجديدة مثل :
- الغاشي
- الجزمة
- قوود نويز
- سيروكو
- الرهح
- جين

### 2010s
تشكلت في البويرة مجموعات من فرق الروك  مثل زدمة

## معرض صور

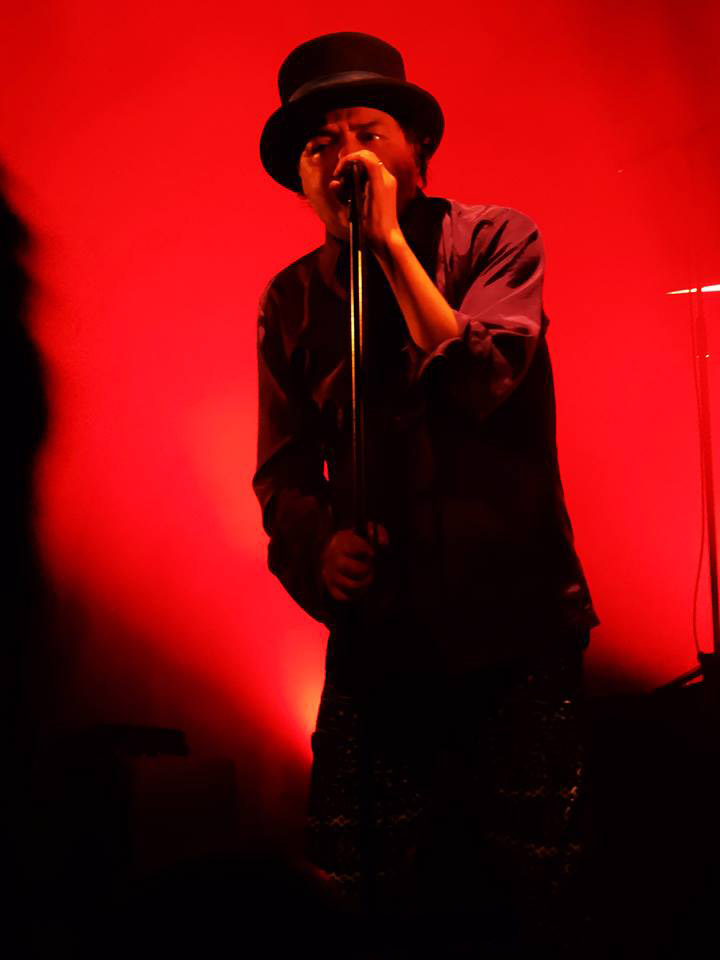
رشيد طه
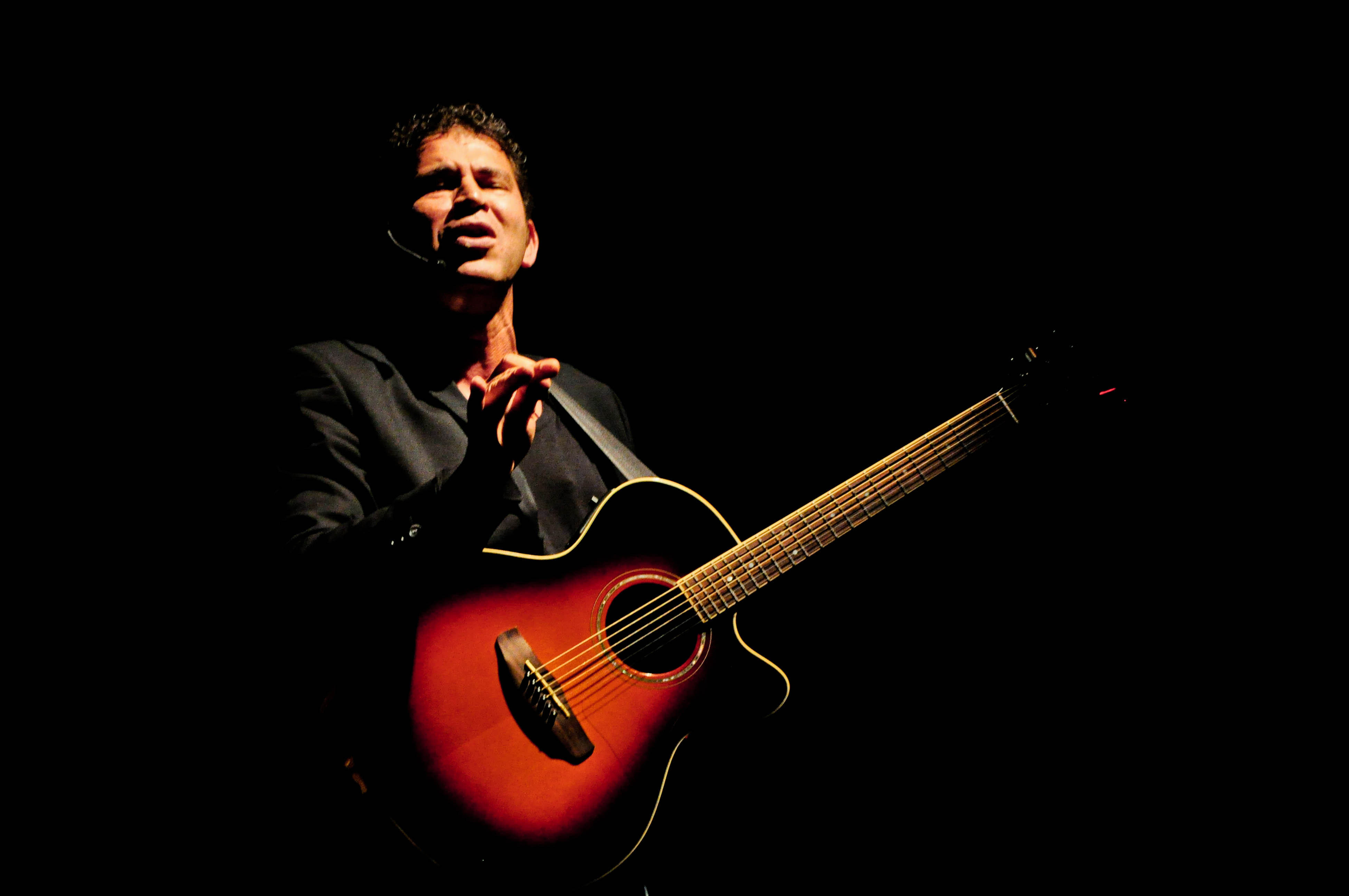
بعزيز
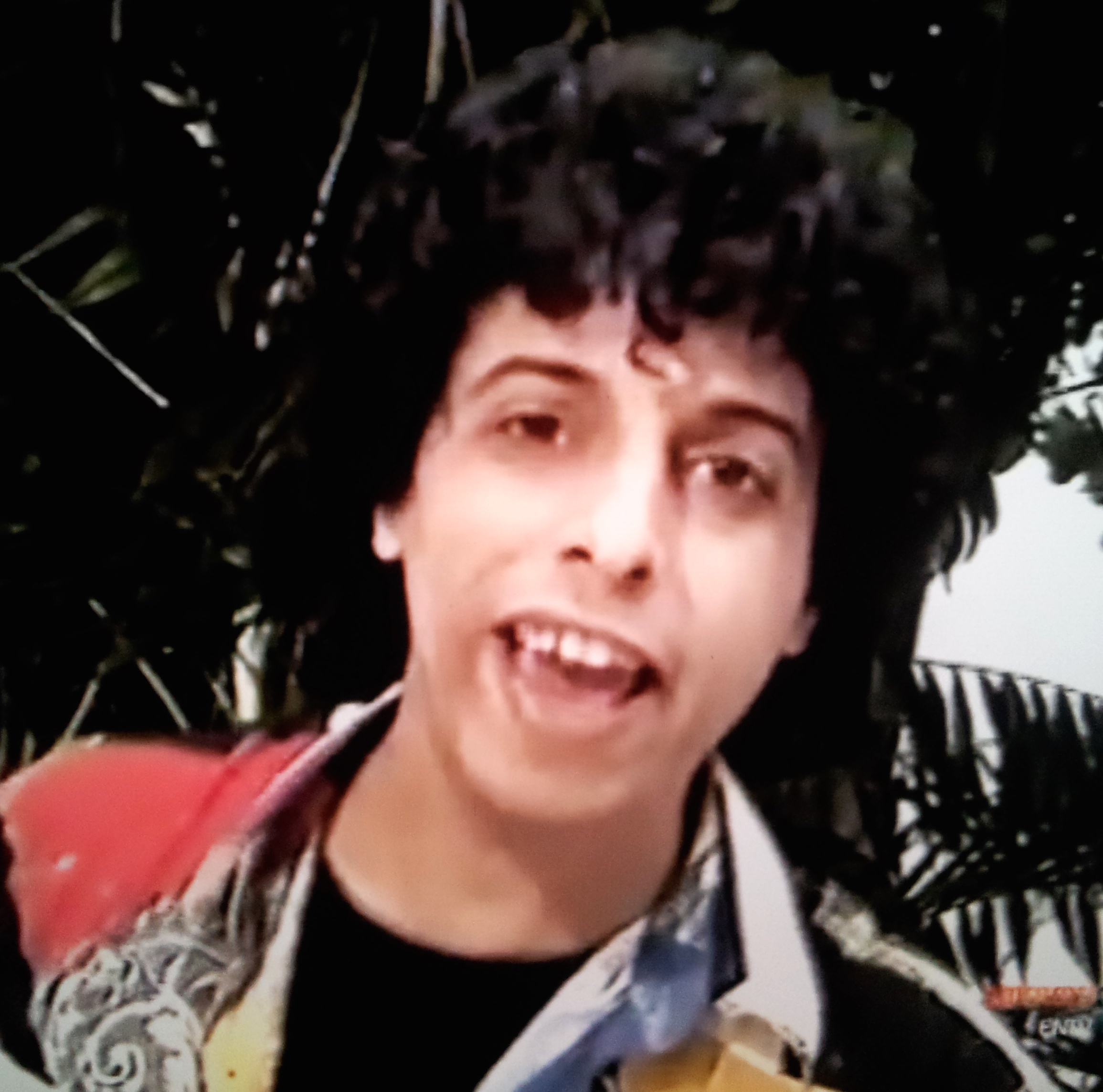
حميد بارودي
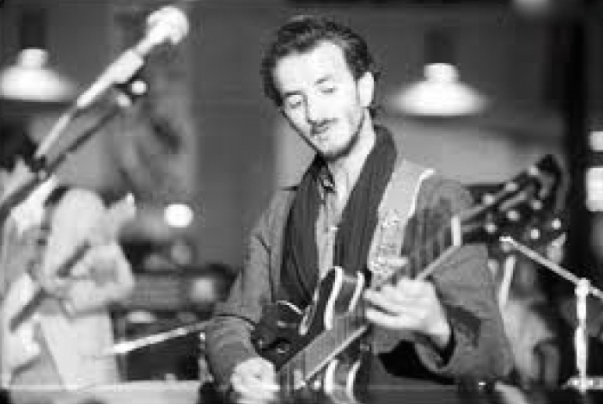
بلعطار لطفي